# Peperomia collinsii
Peperomia collinsii är en pepparväxtart som beskrevs av Villa Carenzo. Peperomia collinsii ingår i släktet peperomior, och familjen pepparväxter. Inga underarter finns listade i Catalogue of Life.